# Daniel Dennett
Dan Denett (polno ime Daniel Clement Dennett III), ameriški filozof, pisatelj in kognitivni znanstvenik, * 28. marec, 1942, Boston, Massachusetts, Združene države Amerike, † 19. april 2024. 
Njegove raziskave so osredotočene na filozofijo uma, filozofijo ved in filozofijo biologije, saj so ta področja povezana z evolucijsko biologijo in kognitivno znanostjo. 

## Življenje
Dennettov oče je bil kot diplomat in strokovnjak za islamsko zgodovino, njegova mati pa urednica in profesorica. Leta 1963 je diplomiral iz filozofije na univerzi Harvard. Podiplomski študij je opravljal na Univerzi v Oxfordu, kjer je študiral pod Gilbertom Ryleom. Začel se je zanimati za naravo zavesti in je napisal doktorsko disertacijo na to temo, ki jo je kasneje spremenil v svojo prvo knjigo, Vsebina in Zavest (1969). Leta 1965 je prejel doktorat iz filozofije, nakar se vrnili v ZDA za poučevanje na Univerzi v Kaliforniji, Irvine. V letu 1971 se je preselil na Tufts univerzo v Medford, Massachusetts, kjer je postal univerzni profesor in direktor univerznega centra za kognitivno znanost leta 1985. V letu 2000 je bil imenovan za Austin B. Fletcher profesorja filozofije. Poleg svojega formalnega študija filozofije, se je Dennett sam učil o umetni inteligenci, nevroznanosti in kognitivni psihologiji. Postal je prepričan, da bi lahko samo z znanjem o znanosti imel produktivno filozofsko debato o umu in rešitvi  »the mind-body« problema (kako je duševno povezano s fizičnim). Njegov nekoliko nenavaden pristop, ki odraža njegov skepticizem v tradicionalne metode filozofije, ga prikažejo kot radikalca med svojimi sodelavci. Kljub temu je njegova interdisciplinarna strategija postala bolj razširjena med filozofi, ko so raziskovalci odkrivali več informacij o možganskih organizmih. Leta 1985 je bil za svoje filozofske prispevke na področju kognitivne znanosti imenovan za direktorja Centra za kognitivne študije na Tufts leta 1985. V letu 1987 je bil izvoljen v Ameriško akademijo umetnosti in znanosti. Od leta 1993 je Dennett sodeloval z ekipo na Tehnološkem inštitutu Massachusettsa, ki je poskušala zgraditi inteligentnega, morda celo zavestnega robota, imenovanega Cog. Prav tako je nadaljeval s pisanjem.
V svoji karieri je postal avtor številnih knjig, ki so opisovale njegove teorije o zavesti. Dve deli: Zavest razložena (1991) in Darwinova nevarna ideja (1995), proučujeta kako je naravna selekcija vplivala na razvoj možganov in človekove zavesti. Dennett je nadaljeval s proučevanjem teh dveh fenomenov z deli Vrste Umov (1996) in »Intuition Pumps and Other Tools for Thinking« (2013), slednjo se je pojavilo iz filozofskega razreda novincev, ki ga je poučeval. Dennett je strog ateist in ima vse oblike religije za napačne, je advokat ateističnega pogleda na svet. Leta 1962 se je poročil z Susan Bell. Živita v North Andover, Massachusetts in imata hčerko, sina in štiri vnuke. Dennett je navdušenec jadranja.

## Filozofija

### Svobodna volja
Dennett verjame, da sta svobodna volja in determinizem združljivi ideji in da je možno verjeti v obe brez, da bi bili v protislovju. Dennett verjame v dvostopenjski model sprejemanja odločitev.
»Model sprejemanja odločitev, katerega predlagam, ima naslednje prednosti: ko se soočimo s pomembno odločitvijo, premišljevalni mehanizem napravi vrsto premislekov, od katerih jih že kar nekaj, zavestno ali podzavestno izločimo. Te premisleki, ki jih oseba izbere se nato zberejo v procesu razumnosti in če gre za razumno osebo, te premisleki služijo kot napovedniki dokončne odločitve.«
Dennett ta model brani iz naslednjih razlogov:
1. Inteligentna selekcija, zavrnitev in tehtanje premislekov, ki se zgodijo v subjektu, je stvar inteligence, ki napravi razliko.
2. Vzpostavi neodločnost na pravem mestu za libertanca, če to pravo mesto sploh obstaja.
3. Z vidika biološkega inženiringa je bolj učinkovito in racionalno, če se odločitve sprejemajo na tak način.
4. Moralni izobrazbi dovoli, da naredi spremembe, a ne preveč njih.
5. Zagotavlja upoštevanje intuicije in da sami kreiramo naše moralne odločitve.
6. Naša dokončna odločitev v mnogo primerih ni pomembna kot prispevek k našemu razumevanju svobodne volje, kot predhodne odločitve, ki vplivajo na naš proces posvetovanja.

Nekateri vodilni libertanski filozofi, kot na primer Robert Kane, so nasprotovali Dennettovemu modelu. Nasprotovali so mišljenju, da so naključni pojavi neposredno vključeni v odločitev, z utemeljitvijo da to uniči subjektove motive in razloge, karakter in vrednote ter občutja in želje. Trdili so, da če so naključni pojavi primarni vzrok za odločitve, potem subjekt ne more odgovarjati za storjena dejanja.

## Dela
- Brainstorms (1981) – filozofski spisi o razumu in psihologiji
- Elbow Room (1984) – o svobodni volji ter determinizmu
- Consciousness Explained (1992)
- Brainchildren (1998) – spisi o načrtovanju uma
- Freedom Evolves (2003)
- Sweet Dreams (2005) – psihološke ovire pri poznavanju zavesti
- Breaking the Spell (2006) – religija kot naravni fenomen